# ノーマントン伯爵
ノーマントン伯爵（英: Earl of Normanton）は、イギリスの貴族、伯爵、アイルランド貴族爵位。聖職者チャールズ・エイガーが1806年に叙されたことに始まる。

## 歴史

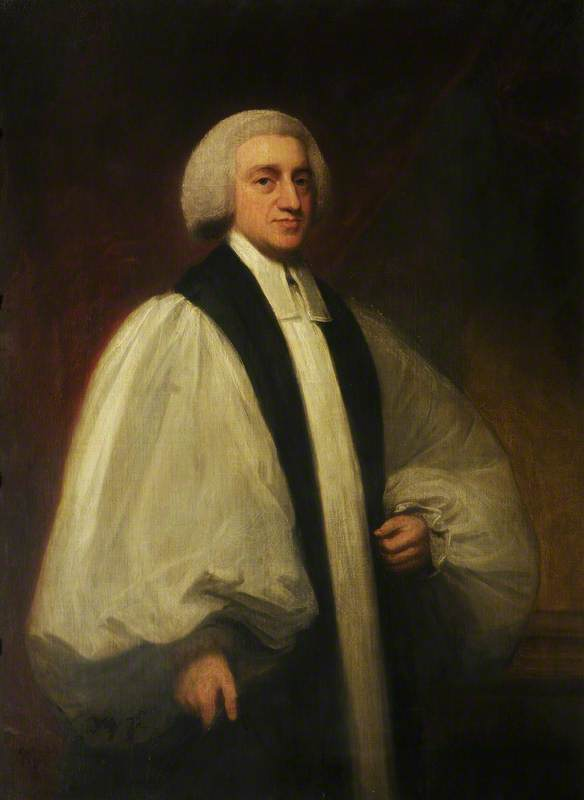
初代伯チャールズ・エイガー

エイガー家は、アイルランドのキルケニー県ゴーランに影響力のあった一族である。一族のうち、チャールズ・エイガー(1736–1809)はクロイン主教、ケッシェル大主教、ダブリン大主教を務めた聖職者であり、アイルランド貴族院での地位は高く、政府の意向にかかわらず貴族院で採決を通したり阻止したりできたという。彼は1795年にキルデア県サマートンのサマートン男爵(Baron Somerton, of Somerton in the County of Kildare)を与えられたことを皮切りに、1800年にキルデア県サマートンのサマートン子爵(Viscount Somerton, of Somerton in the County of Kildare)、1806年にはノーマントン伯爵(Earl of Normanton)に昇った。なお、3つの爵位はすべてアイルランド貴族爵位である。
その孫にあたる3代伯ジェームズ(1818–1896)は1873年にハンプシャー州サマーレイのサマートン男爵(Baron Somerton, of Somerley in the County of Hampshire)を与えられた。この爵位は連合王国貴族爵位であったため、以降の伯爵家当主はイギリス貴族院に籍を置くことができた。
3代伯の曾孫にあたる6代伯ショーン(1945–2019)の代に、初代伯爵の兄の系統（クリフデン子爵家）が途絶えた。この際に、クリフデン子爵家が継承していたメンディップ男爵位はチャールズ・エイガーとその子孫にも特別継承を認めていたため、6代伯がこれを継承した。
その子にあたる7代伯ジェームズ(1982-)が伯爵家現当主である。
伯爵家の邸宅は、ハンプシャー・サマーレイに位置するサマーレイ・ハウス（Somerley House）。
伯爵家の紋章に刻まれるモットーは、『よく踏みしめられた道こそ安全(Via Trita, Via Tuta)』。

## 現当主の保有爵位
現当主の第7代ノーマントン伯爵ジェームズ・エイガーは、以下の爵位を有する。
- 第7代ノーマントン伯爵(7th Earl of Normanton)
（1806年2月4日の勅許状によるアイルランド貴族爵位）
- 第7代キルデア県サマートンのサマートン子爵(7th Viscount Somerton, of Somerton in the County of Kildare)
（1800年12月29日の勅許状によるアイルランド貴族爵位）
- 第10代サマセット州メンディップのメンディップ男爵（英語版）(10th Baron Mendip, of Mendip in the County of Somerset)
（1794年8月13日の勅許状によるグレートブリテン貴族爵位）
- 第7代キルデア県サマートンのサマートン男爵(7th Baron Somerton, of Somerton in the County of Kildare)
（1795年6月12日の勅許状によるアイルランド貴族爵位）
- 第5代ハンプシャー州サマーレイのサマートン男爵(5th Baron Somerton, of Somerley in the County of Hampshire)
（1873年4月9日の勅許状による連合王国貴族爵位）

## ノーマントン伯爵（1806年）

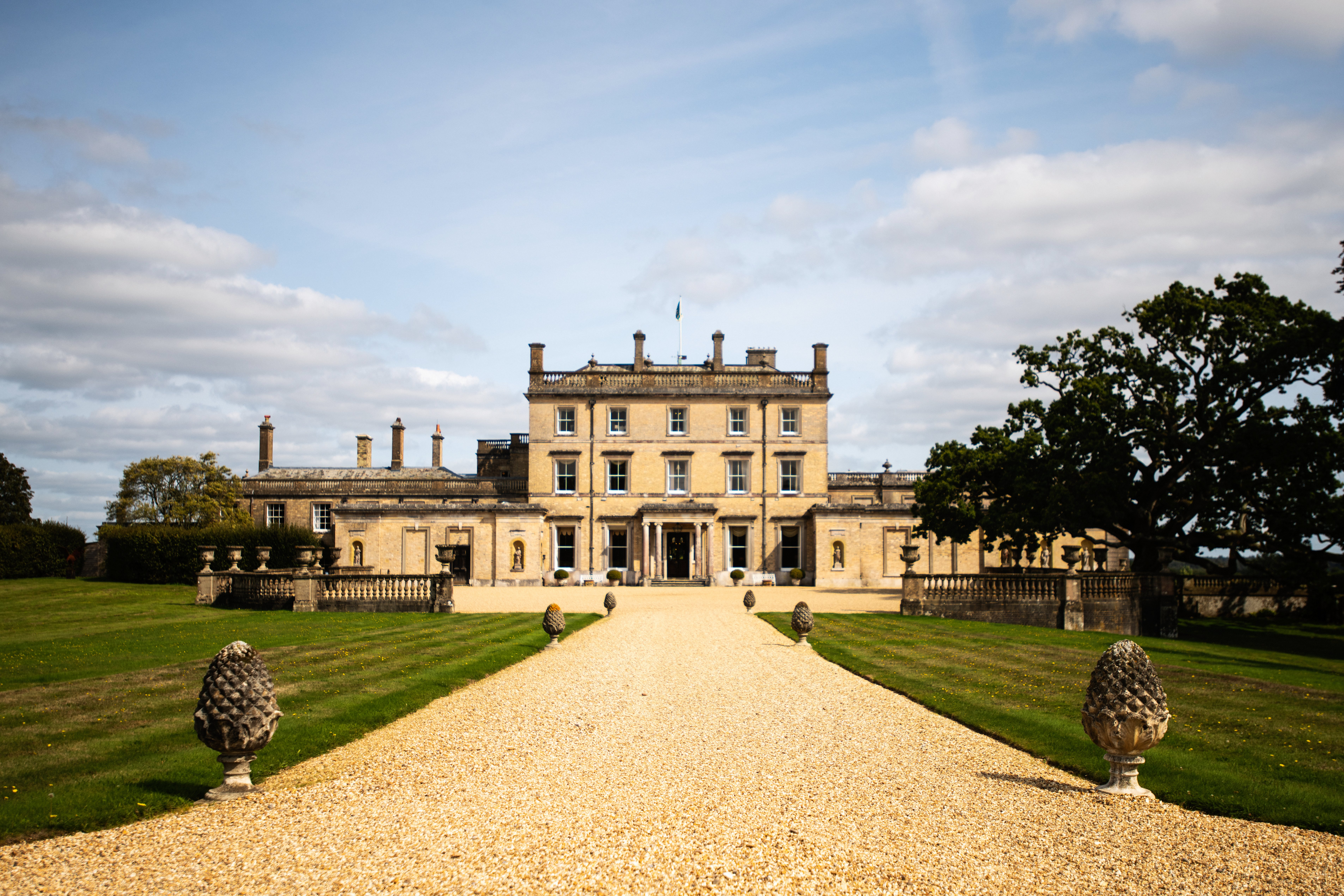
伯爵家の邸宅サマーレイ・ハウス。

- 初代ノーマントン伯爵チャールズ・エイガー (1736–1809)
- 第2代ノーマントン伯爵ウェルボア・エリス・エイガー（英語版） (1778–1868)
- 第3代ノーマントン伯爵ジェームズ・チャールズ・ハーバート・ウェルボア・エイガー（英語版） (1818–1896)
- 第4代ノーマントン伯爵シドニー・ジェームズ・エイガー（英語版） (1865–1933)
- 第5代ノーマントン伯爵エドワード・ジョン・シドニー・クリスティアン・ウェルボア・エリス・エイガー（英語版） (1910–1967)
- 第6代ノーマントン伯爵ショーン・ジェームズ・クリスティアン・ウェルボア・エリス・エイガー（英語版） (1945–2019)
- 第7代ノーマントン伯爵ジェームズ・ショーン・クリスティアン・ウェルボア・エリス・エイガー (1982- )

爵位の法定推定相続人は、現当主の息子であるサマートン子爵（儀礼称号）アーサー・アレクサンダー・クリスティアン・ウェルボア・エリス・エイガー (2016- )。